# 4x4 Off-Road Racing
4x4 Off-Road Racing es un videojuego de carreras de 1988 desarrollado por Ogdan Micro Design y publicado por Epyx para Commodore 64, MS-DOS, Amstrad CPC, ZX Spectrum, Atari ST, Amiga y MSX.

## Jugabilidad
El jugador elige una de las cuatro áreas de carrera que se encuentran en diferentes entornos (barro, hielo, desierto y montañas) y selecciona un automóvil que se utilizará para competir en ellas con otros 17 competidores. Cada automóvil es un vehículo 4x4 con sus propias características únicas, como peso, velocidad máxima y capacidad del tanque de combustible. El automóvil seleccionado se puede mejorar antes de la carrera con un juego de neumáticos diferente, un conjunto de herramientas necesarias para reparar el automóvil en caso de mal funcionamiento (o un mecánico que no requiere herramientas pero aumenta el peso) y un tanque de combustible adicional. Un vehículo también se puede remodelar para agregar espacio para poder cargar más herramientas, pero aumentará el peso, por lo que la velocidad disminuirá y el uso de combustible aumentará.
Durante la carrera, el jugador tiene que evitar los obstáculos que se encuentran en el camino: cada colisión reduce el nivel de resistencia. Sin embargo, algunos de los obstáculos pueden ser útiles para saltar sobre ríos. Cada mapa está dividido en tres secciones y entre ellas hay puntos de control donde se pueden reparar o repostar los coches sin utilizar las herramientas cargadas en ellos.

## Recepción
Compute! calificó el juego como "un viaje placentero".
La revista española Microhobby valoró el juego con las siguientes puntuaciones: Originalidad: 50% Gráficos: 50% Movimiento: 60% Sonido: 50% Dificultad: 70% Adicción: 40%